# 1991 في التلفزيون البريطاني
هذه قائمة بالأحداث المتعلقة التي حدثت بالتلفزيون البريطاني منذ عام 1991.

## الأحداث

### يناير
- 1 يناير -
  - تحل لجنة التلفزيون المستقلة (ITC) محل هيئة البث المستقلة (IBA). في نفس اليوم، دخل قانون البث لعام 1990 حيز التنفيذ، وبذلك بدأ في تحرير التلفزيون والراديو البريطاني.
  - تشمل أبرز الأحداث في يوم رأس السنة الجديدة على BBC1 العروض التلفزيونية الأولى لشبكة SpaceCamp و The Lost Boys.[1]
- 3 يناير -
  - المسرحية الهزلية الشهيرة The Brittas Empire من بطولة كريس باري وبيبا هايوود تبدأ أول عرض لها على الإطلاق على قناة BBC1 . الحلقة الأولى كانت «وضع الأسس».
  - يعود جوردون ذا جوفر، دمية الأطفال التلفزيونية الشهيرة، إلى التلفزيون بمسلسل تلفزيوني من 13 حلقة على BBC1 .
- 7 يناير - أطلقت BBC 1 برنامج الأخبار المحلي، East Midlands Today لمنطقة إيست ميدلاندز. كانت التغطية الإخبارية للمنطقة قد تم توفيرها مسبقًا من خلال إلغاء الاشتراك لمدة سبع دقائق من Midlands Today ومقرها برمنغهام.[2]
- 8 يناير - الحلقة الافتتاحية من الموسم الثاني من Twin Peaks تظهر لأول مرة على قناة BBC2 في المملكة المتحدة.[3]
- 14 يناير - تم بث المسلسل الكوميدي التلفزيوني الأمريكي The Fresh Prince of Bel-Air في المملكة المتحدة لأول مرة، حيث ظهر لأول مرة على BBC2 كجزء من سلسلة برمجة DEF II.[4]
- 17 يناير - تم التخلي عن البرمجة المنتظمة لتقديم تغطية حية لحرب الخليج بعد أن شنت قوات الحلفاء عملية عاصفة الصحراء ضد العراق. خلال الأسابيع القادمة هناك تغطية موسعة للأحداث في الخليج العربي. تبث قناة ITV أيضًا برامج إخبارية ومناقشات حول الحرب طوال الليل. بعض البث، خاصة في الجزء الأول من الحرب، يأتي من CNN .
- 18 كانون الثاني (يناير) - تبث قناة BBC2 إصدارًا خاصًا من Arena حيث التقى الكاتب المسرحي آرثر ميللر بزعيم حزب المؤتمر الوطني الأفريقي نيلسون مانديلا. في الفيلم يتحدث مانديلا لأول مرة عن حياته وخبراته من وجهة نظر شخصية.[5]
- 19 يناير - تم بث نسخة 17 يناير من Top of the Pops ، بعد أن تم تأجيلها من ذلك التاريخ بسبب التغطية الإخبارية الموسعة لحرب الخليج.
- 28 كانون الثاني (يناير) - ظهر أوليفر ريد في نسخة من برنامج المناقشة في وقت متأخر من الليل بعد الظلام يناقش النزعة العسكرية والصور النمطية الذكورية والعنف ضد المرأة. يشرب ريد الكحول أثناء البث، مما يجعله في حالة سكر وعدواني وغير متماسك.[6] يشير إلى عضو آخر في اللجنة، لديه شارب، بـ "tache" ويستخدم لغة مسيئة. بعد ساعة واحدة من عودة ريد من المرحاض، وشرب المزيد من الشراب، يتدحرج على رأس الكاتبة النسوية الشهيرة كيت ميليت. تم إيقاف العرض لفترة وجيزة بعد مكالمة خادعة إلى المحطة زعمت أن رئيس القناة الرابعة مايكل جراد غاضب.

### فبراير
- 12 فبراير - بعد مرور عام على إطلاق سراح نيلسون مانديلا من السجن، تبث قناة BBC2 نسخة من الفيلم الوثائقي Assignment الذي يعود فيه الصحفي دونالد وودز إلى جنوب إفريقيا لإعطاء تقييمه الشخصي لمستقبل ذلك البلد.[7]
- 15 فبراير - شوهد معرف COW للمرة الأخيرة على BBC1 ، بعد ست سنوات من الاستخدام، كما شوهد معرف BBC2 'TWO' للمرة الأخيرة بعد خمس سنوات من الاستخدام.
- 16 فبراير -
  - يتلقى كل من BBC1 و BBC2 هويات جديدة، تم إنشاؤها من laserdisc وتضمين شعار شركة BBC الذي تم تقديمه في عام 1986. يتميز BBC1 بالرقم "1" المغطى في كرة أرضية، و BBC2 يتميز بأحد عشر معرفًا تستند إلى رقم "2".
  - ماثيو كيلي يخلف بروس فورسيث كمقدم لقناة ITV's You Bet! .
- 25 فبراير - يبث BBC1 مسلسلًا تلفزيونيًا جديدًا للأطفال يعرض أحداثًا حية وعرائس يسمى Radio Roo بطولة الممثل ومقدم Play School السابق وكاتب السيناريو التلفزيوني المخضرم للأطفال واين جاكمان.[8]
- 26 فبراير - الرئيس العراقي صدام حسين يعلن انسحاب القوات العراقية من الكويت. مع انتهاء الحرب، تبدأ البرامج التلفزيونية بالعودة إلى البث العادي.

### مارس
- آذار (مارس) - بعد انتهاء حرب الخليج، تم تقليص طول قناة ITN Early Morning News إلى النصف وتبدأ الآن في البث في الساعة 5.30. من هذه النقطة، لم يعد يتم بث أخبار العالم ITN كجزء من النشرة.
- 1 مارس - ينتهي احتكار قوائم المجلات بإلغاء الضوابط التنظيمية لقوائم التليفزيون. قبل اليوم، كانت Radio Times تنشر قوائم BBC و TVTimes التي نشرت ITV ومن عام 1982، قوائم القناة 4 (بما في ذلك S4C في ملحق Sbec). ومع ذلك، من اليوم يمكنهم حمل قوائم لجميع القنوات. يُسمح أيضًا للصحف بنشر قوائم لمدة 7 أيام لأول مرة، بعد أن كانت في السابق قادرة فقط على نشر قوائم اليوم الحالي (ويومين في أيام السبت). تبدأ مجموعة كبيرة من مجلات القوائم في أعقاب التغييرات.[9]
- 9 مارس - بينما كان ضيفًا في برنامج دردشة ITV Aspel &amp; Company ، خلع المغني رود ستيوارت حذائه وألقاه على الجمهور.
- 15 مارس - BBC1 يبث Comic Relief 1991.[10]
- 18 مارس - بثت قناة ITV فيلم World in Action Special: The Birmingham Six - قصتهم الخاصة ، وهو فيلم وثائقي تم بثه بعد أربعة أيام من إطلاق برنامج Birmingham Six.[11] تم ترشيحه لاحقًا لجائزة BAFTA . [12]
- 30 مارس - تم بث فيلم وثائقي لفريدريك وايزمان مدته ست ساعات ونصف قرب الموت في الحياة في وحدة العناية المركزة في بوسطن بالكامل بواسطة القناة الرابعة.[13]

### أبريل
- 1 أبريل - سو لولي تقابل رئيس الوزراء جون ميجور لقناة ITV.[14]
- 7 أبريل - بثت قناة ITV أول مسلسل Prime Suspect ، بطولة هيلين ميرين بدور DCI Jane Tennison. في نفس اليوم، عرض The Darling Buds of May لأول مرة على قناة ITV.
- 8 أبريل -
  - تم إغلاق محطة الطاقة، وهي إحدى القنوات التي نجت من اندماج BSB مع Sky ، عند 4 صباحًا بعد أن تقرر استخدام قناة MTV الأمريكية كقناة موسيقية على خدمة Astra الفضائية التابعة لـ BSkyB .
  - يعرض الموسم المحظور على القناة الرابعة الذي يمتد لثلاثة أسابيع سلسلة من الأفلام والبرامج التي سبق منعها من التليفزيون أو السينما البريطانية.[15] يشتمل الموسم على عروض تلفزيونية شبكية لـ Scum و Monty Python Life of Brian و Sebastiane . هناك أيضًا بث ثانٍ للفيلم الوثائقي المثير للجدل على تلفزيون التايمز عام 1988 الموت على الصخرة الذي حقق في إطلاق النار على ثلاثة أعضاء من الجيش الجمهوري الإيرلندي من قبل SAS في جبل طارق. يثبت الموسم أنه مثير للجدل ويتم التحقيق في القناة الرابعة من قبل فرقة المنشورات الفاحشة وإحالتها إلى مدير النيابات العامة.[16]
- 9 أبريل - ظهر الممثل البريطاني ديريك نيمو في المسلسل التلفزيوني الأسترالي الجيران كأرستقراطي إنجليزي غريب الأطوار، وقد ظهرت الحلقة لأول مرة في أستراليا في 26 فبراير 1990.[17]
- 15 أبريل - BSB الأفلام الصورة يحولون قناة الفيلم تطلق على أسترا 1B الفضائية.
- 16 أبريل - العرض التلفزيوني البريطاني الأول لمونتي بايثون حياة بريان كجزء من الموسم المحظور على القناة الرابعة.
- 20 أبريل - تم تغيير اسم القناة الرياضية إلى Sky Sports .
- 29 أبريل - في إصدار من برنامج الدردشة المسائي لـ Terry Wogan ووغان ووسط صيحات الضحك من جمهور الاستوديو، ادعى المتحدث العام David Icke أنه «ابن الله»، وأن بريطانيا ستدمرها موجات المد والجزر الزلازل.[18] قال لاحقًا إنه أسيء تفسيره، وأنه استخدم مصطلح «ابن الله» ليعني «جانبًا» من الوعي اللامتناهي.[19] كانت المقابلة مدمرة بالنسبة له. تعرضت بي بي سي لاحقًا لانتقادات لسماحها بإجراء المقابلة، ووصفها ديس كريستي في صحيفة الغارديان بأنها «صلب وسائل الإعلام».[20]

### مايو
- 3 مايو - تعرض قناة BBC1 لأول مرة The Girl from Tomorrow ، وهي سلسلة أطفال أسترالية مكونة من 12 جزءًا حول فتاة من المستقبل تجد نفسها محاصرة عام 1990.[21]
- 4 مايو - فازت السويدية كارولا في مسابقة الأغنية الأوروبية لعام 1991 بأغنية " Captured by a Storm Wind ".
- 5 مايو - تبث قناة BBC1 الموسم الأخير من المسلسل الدرامي الأمريكي دالاس هذه المرة بعد ظهر يوم الأحد بعد يومين فقط من بث الحلقة الأخيرة في الولايات المتحدة.
- 6 مايو -
  - يتم إغلاق Eurosport لفترة وجيزة بعد أن قدمت قناة Screensport المنافسة شكوى إلى المفوضية الأوروبية بشأن هيكلها المؤسسي.[22]
  - تبث قناة BBC1 العرض الأول لشبكة التلفزيون لفيلم العصابات The Untouchables عام 1987، بطولة كيفن كوستنر، شون كونري وروبرت دي نيرو.
- 13 مايو - تبث قناة ITV إصدارًا من World in Action تقدم مزاعم بسوء التصرف في صناعة معالجة لحوم البقر الأيرلندية. أدى البرنامج إلى إنشاء محكمة لحم البقر، والتي كانت في ذلك الوقت أطول تحقيق عام في أيرلندا.[23] [24]
- 20 مايو - يبث BBC1 الحلقة الأخيرة «الجديدة» من ThunderCats التي سيشاهدها الجمهور البريطاني على شاشات التلفزيون.
- 22 مايو - يستأنف يوروسبورت البث بعد خطوات TF1 Group لتحل محل BSkyB كمالكين مشتركين لـ Eurosport.
- 27 مايو - يظهر BBC1 التلفزيون العرض شبكة من 1987 فيلم ساخر حملة التفتيش ، وبطولة دان أيكرويد وتوم هانكس.[25]

### يونيو
- 10 يونيو - بث كائنات Postman Pat على ABC TV لأول مرة في أستراليا مع برنامج Thomas the Tank Engine & Friends الشقيق Tugs .
- 16 يونيو - بي بي سي 1 يعرض العرض الأول لشبكة تلفزيون كراي فريدوم ، فيلم ريتشارد أتينبورو عن الصحفي الجنوب أفريقي دونالد وودز. والفيلم معروض على جزئين، مع بث الجزء الثاني في 23 حزيران / يونيو.[26] [27]
- 18 يونيو - تبث قناة BBC2 الحلقة الختامية من الدراما الشاذة للمخرج ديفيد لينش Twin Peaks.[28]
- 20 يونيو -
  - يقع مقتل هاري كولينسون، مسؤول التخطيط في مجلس مقاطعة ديروينتسايد، في بوتسفيلد، مقاطعة دورهام ، بينما تقوم أطقم الأخبار التلفزيونية بالتصوير للحصول على خبر حول نزاع حول التخطيط. في وقت القتل، كان مجلس مقاطعة ديروينتسايد متورطًا في نزاع مع ألبرت درايدن حول تشييد مبنى من قبل درايدن على أرض الحزام الأخضر دون إذن تخطيط، وبينما تقوم أطقم التلفزيون بالتصوير، كان درايدن يصوب مسدسًا - أ.455 مسدس Webley Mk VI - في كولينسون ويطلق النار عليه ميتًا. مع فرار الصحفيين وموظفي المجلس، فتح درايدن النار مرة أخرى، مما أدى إلى إصابة مراسل التلفزيون توني بيلمونت وشرطة الشرطة ستيفن كامبل.[29] [30] [31] [32] أدين درايدن بقتل كولينسون بعد محاكمة في أبريل. بالإضافة إلى ذلك، أدين أيضًا بمحاولة قتل محامي المجلس مايكل دونستان وجرح كامبل وبلمونت. حكم عليه بالسجن مدى الحياة.[33] [34]
  - نسخة من برنامج The Late Show على قناة BBC2 هو البرنامج الأخير الذي يتم بثه من استوديوهات Lime Grove على قناة BBC.
- 30 يونيو - تبث القناة الرابعة الحلقة الأولى من فاميلي برايد ، وهو أول مسلسل تلفزيوني بريطاني يضم طاقمًا يغلب عليه الطابع الآسيوي. المسلسل من إنتاج التلفزيون المركزي ويعرض أيضًا على قناة ITV في منطقة ميدلاندز.

### يوليو
- 13 يوليو - برنارد وينتون، الذي أدى دور نات كينج كول ، فاز بالسلسلة الثانية من نجوم في عيونهم .
- 14 يوليو - فازت سو لورانس في عام 1991 بسلسلة MasterChef .
- 14-25 يوليو - تبث قناة Sky Sports تغطية حية كاملة لألعاب الطلاب العالمية لعام 1991 ، والتي تقام في المملكة المتحدة. هذه هي المرة الوحيدة التي تبث فيها Sky حدثًا متعدد الرياضات وهي المرة الوحيدة التي يتم فيها بث الحدث على الهواء مباشرة.
- 22 يوليو - تبث قناة BBC1 نسخة موسعة من Wogan حيث يلتقي تيري ووغان ويتحدث مع نجمة البوب مادونا.[35]
- 24 يوليو - تم بث البرنامج النهائي الذي سيتم تسجيله في مسرح تلفزيون بي بي سي في Shepherd's Bush ، طبعة من Wogan سجلت في 18 يوليو 1991.
- 29 يوليو - 2 أغسطس - قدم تيم بروك تيلور وليزا عزيز QD - The Master Game ، وهي لعبة تم بثها على مدار خمس ليالٍ على القناة الرابعة، وتتضمن تحديات عقلية وجسدية.
- 30 يوليو - الظهور الأول للمسلسل التلفزيوني الأسترالي للأطفال لمرحلة ما قبل المدرسة جونسون والأصدقاء على BBC2.[36]
- 31 يوليو -
  - بافاروتي إن ذا بارك ، وهو حفل موسيقي يحتفل بمرور ثلاثين عامًا على مسيرة لوسيانو بافاروتي الأوبرالية، يقام في هايد بارك بلندن. حضر الحفل 125 ألف متفرج يتجمعون رغم الطقس الرطب، ويبث في ثلاثين دولة. في المملكة المتحدة، يتم بث الحفلة الموسيقية من قبل British Sky Broadcasting.[37]
  - إغلاق استوديوهات لايم جروف في بي بي سي

### أغسطس
- 3 أغسطس - عرض لأول مرة على شبكة التلفزيون من Spies و Lies و Naked Thighs ، وهو فيلم كوميدي مثير من بطولة Ed Begley Jr ، والذي يبث على BBC1.[38]
- 14 أغسطس - يبث BBC1 موتسارت في لندن ، وهو الجزء الأول من سلسلة مكونة من ثلاثة أجزاء بمناسبة الذكرى المئوية الثانية لوفاة موتسارت، والذي يؤدي فيه أطفال في نفس عمره تقريبًا كما كان عندما كتبهم. إنها المرة الأولى التي يتم فيها ذلك على التلفزيون البريطاني [39]
- 26 أغسطس - تبث قناة BBC2 يومًا من البرامج تكريماً لاستوديوهات Lime Grove ، والتي تتضمن نسخة جديدة من مسلسل The Grove Family في الخمسينيات من القرن الماضي والذي يضم ممثلين من يومنا هذا. يتضمن اليوم أيضًا تكرار «طفل غير الأرض»، الحلقة الأولى من مسلسل Doctor Who منذ عام 1963.[40]
- 29 أغسطس - تم بث Top of the Pops في نفس الوقت على راديو 1 للمرة الأخيرة، وهو البرنامج الذي قدمه Jakki Brambles.[41]
- 31 أغسطس - عرض صوت ستيريو NICAM على تلفزيون بي بي سي.

### سبتمبر
- 5 سبتمبر - الممثل Arthur Pentelow ، الذي توفي في 6 أغسطس، يظهر للمرة الأخيرة على الشاشة في دور Henry Wilks في Emmerdale . وفاة الشخصية خارج الشاشة في 3 أكتوبر.
- 11 سبتمبر - قناة ITV تعرض فيلم Thatcher: The Final Days ، وهو تصوير درامي للأيام الأخيرة من رئاسة الوزراء لمارجريت تاتشر. الفيلم من بطولة سيلفيا سيمز كرئيسة وزراء سابقة.
- 13 سبتمبر - تم بث الفيلم الوثائقي القائد وسائقه وزوجة السائق على القناة الرابعة. تم تعيينه خلال الأيام الأخيرة لنظام الفصل العنصري في جنوب إفريقيا، مع التركيز بشكل خاص على أوجين تيري بلانش، مؤسس وزعيم منظمة اليمين المتطرف، منظمة AWB السياسية. في عام 1992، واجهت القناة الرابعة أول قضية تشهير لها من قبل جاني آلان، صحفية من جنوب إفريقيا، اعترضت على تمثيلها في الفيلم الوثائقي.[42]
- 14 سبتمبر - تبث القناة الرابعة برنامج "A Night in Japan"، ليلة برامج مخصصة لكل ما هو ياباني، من الساعة 8 مساءً حتى 6 صباحًا.
- 17 سبتمبر - المسلسل الكوميدي السفلي من بطولة ريك مايال وأدريان إدموندسون على BBC2.[43]
- 20 سبتمبر - بدأت قناة BBC2 إعادة عرض المسلسل التلفزيوني الكلاسيكي " Thunderbirds " للمخرج جيري أندرسون في الستينيات.[44] أثبت المسلسل أنه شائع، مما أدى إلى نقص في ألعاب Tracy Island في المتاجر خلال الفترة التي سبقت عيد الميلاد عام 1992، الأمر الذي دفع المسلسل التلفزيوني للأطفال Blue Peter إلى إظهار المشاهدين وأولياء أمورهم كيفية صنع نموذج Tracy Island الخاص بهم.[45] تتلقى ورقة التعليمات التي ينتجها البرنامج أكثر من 100000 طلب.[46]
- 21 سبتمبر - بعد أكثر من ثماني سنوات من إطلاق خدمة الإفطار التلفزيونية خلال أيام الأسبوع، أطلقت بي بي سي نشرة إخبارية عن الإفطار في عطلة نهاية الأسبوع مدتها خمس دقائق.[47]
- 22 سبتمبر -
  - يُسمح أولاً برعاية برامج ITV .
  - تبث قناة ITV العرض الأول لشبكة التلفزيون لفيلم Adrian Lyne عام 1987 المثير Fatal Attraction من بطولة مايكل دوغلاس وجلين كلوز وآن آرتشر.
- 26 سبتمبر - المسلسل التلفزيوني للأطفال Brum لأول مرة على BBC1.[48]
- 28 سبتمبر - بثت قناة ITV فيلم عام 1988 باستر ، بطولة فيل كولينز في دور سارق القطار العظيم باستر إدواردز .

### أكتوبر
- أكتوبر - تم حظر إعلانات تبغ السيجار والأنابيب من التلفزيون البريطاني.
- 1 أكتوبر - إطلاق قناة الكوميديا .
- 2 أكتوبر - القناة الرابعة تبث الحلقة 1000 من Brookside.[49]
- 3 أكتوبر - 2 نوفمبر - تبث قناة ITV تغطية كأس العالم للرجبي 1991 . المسابقة تستضيفها إنجلترا واسكتلندا وويلز وأيرلندا وفرنسا.
- 4 أكتوبر - العرض التلفزيوني البريطاني الأول لمسلسل الرسوم المتحركة الأمريكي The Legend of Prince Valiant على قناة BBC1.
- 6 أكتوبر - يبث BBC1 " Conundrum "، الحلقة الأخيرة من السلسلة الأصلية لدالاس . تتخيل الحلقة ذات الطول المميز عالماً لم تكن فيه الشخصية المركزية للصابون، JR Ewing موجودة.[50]
- 9 أكتوبر - يتم بث الحلقة 1000 من Brookside على القناة 4.
- 14 أكتوبر - أطلقت BBC World Service TV خدمتها الآسيوية.
- 16 أكتوبر - تم الإعلان عن نتائج مزاد امتياز ITV ودخلت حيز التنفيذ اعتبارًا من منتصف الليل بتوقيت جرينتش في 1 يناير 1993. ستشهد خروج العديد من الأسماء البارزة بعد خسارة امتيازاتها، بما في ذلك Thames Television و TVS و Television South West و TV-am و ORACLE Teletext .
- 19 أكتوبر - تم نشر الإصدار الأخير من مجلة القوائم التلفزيونية لقناة Channel Television ، CTV Times . لقد ظلت معروضة للبيع لفترة طويلة بعد أن استبدلت مناطق ITV الأخرى مجلة القوائم الخاصة بها مع TVTimes في إصدار جنوب إنجلترا جنبًا إلى جنب مع TVS حيث كان يخشى أن يتوقف تلفزيون القناة عن التداول بدون عائدات من مجلتها الخاصة.
- تشرين الأول (أكتوبر) - قامت قناة Scottish Television بإعادة تسمية خدمتها الليلية باسم Scottish Night Time ، وألغت استمرارية الرؤية الليلية.[51]

### نوفمبر
- 14 نوفمبر - الظهور الأول لموسم الظلام ، مسلسل خيال علمي من ستة أجزاء من BBC1 للأطفال، حيث تظهر الممثلة كيت وينسلت لأول مرة على الشاشة.[52]
- 15 نوفمبر - بدأ تلفزيون بي بي سي وورلد سيرفيس البث عبر الأقمار الصناعية إلى بيرل ريفر دلتا ، وهي شركة تابعة لستار تي في ومالكها نيوز كوربوريشن وهي مجموعة من روبرت مردوخ عضو هوتشيسون وامبوا.
- 17 نوفمبر - الظهور الأول لبرنامج Biteback ، وهو برنامج شهري يمنح المشاهدين حق الرد على القضايا التي أثارها محتوى BBC. تم تقديمه بواسطة جوليان بيتيفر.[53]

### ديسمبر
- 3 ديسمبر - تعرض القناة الرابعة الفيلم الوثائقي المثير للجدل The Holy Family Album كجزء من سلسلة Without Walls .
- 15-16 ديسمبر - ITV يبث الأبطال الثاني: العودة ، مسلسل بريطاني أسترالي عن عملية ريماو خلال الحرب العالمية الثانية.
- 16 ديسمبر - تبث قناة ITV المركزية الحلقة الأخيرة من مسلسل Prisoner: Cell Block H ، مما يجعلها أول منطقة ITV تكمل المسلسل.
- 21 ديسمبر -
  - تعرض قناة BBC1 العرض الأول لشبكة التلفزيون للفيلم الرومانسي The House on Carroll Street.[54]
  - تُبث قناة BBC2 A Perfect Christmas ، حيث تعرض أفضل برامج الكريسماس من أرشيف بي بي سي. تشمل العروض حلقات احتفالية من The Flower Pot Men و Dr. Finlay's Casebook وحلقات عيد الميلاد لعام 1986 من EastEnders.[55]
- 23 ديسمبر - بث BBC1 العرض التلفزيوني البريطاني الأول لفيلم Rain Man ، بطولة داستن هوفمان وتوم كروز.[56]
- 24 ديسمبر - أبرز أحداث ليلة عيد الميلاد على قناة BBC1 تتضمن الجزء الأول من قصة Only Fools and Horses " Miami Twice "، والعرض الأول لشبكة التلفزيون لفيلم الإثارة No Way Out لعام 1987 من بطولة كيفن كوستنر، وجين هاكمان، وشون يونغ.[57]
- 25 ديسمبر -
  - يعود Postman Pat إلى BBC1 مع حلقتين خاصتين في الذكرى العاشرة، واحدة في صباح عيد الميلاد والأخرى في العام الجديد.
  - تشمل الأحداث البارزة في يوم عيد الميلاد على قناة BBC1 الحلقة الختامية من قصة Only Fools and Horses " Miami Twice "، والعرض الأول لشبكة التلفزيون عن Batman من Tim Burton من بطولة Michael Keaton ، و Coming to America بطولة إيدي ميرفي.[58]
  - في خطوة غير معتادة لمسلسل تلفزيوني مسجل مسبقًا، تم دمج رسالة عيد الميلاد الملكية في أولى حلقات اليوم من Coronation Street على قناة ITV. جلس الشخصية ألف روبرتس أمام تلفازه، «شاهد» الخطاب بكامله، واستؤنفت الحلقة. تم تسريب تفاصيل خطط تضمين خطاب الملكة في الحلقة قبل أسابيع قليلة من عيد الميلاد مما أثار مخاوف من أن BBC قد تحاول التفوق على منافسيها في ITV بمفاجأتهم الخاصة بيوم عيد الميلاد، لكن تلفزيون غرناطة قرر المضي قدمًا على أي حال.[59]
- 26 ديسمبر - أبرز أحداث يوم الملاكمة على قناة BBC1 تشمل " All for Love "، حلقة طويلة من Bergerac والعرض الأول لشبكة التلفزيون A Fish Called Wanda.[60]
- 28 ديسمبر - أحذية BBC2 العرض الأول لشبكة تلفزيون حائل! يشيد! موسيقى الروك آند رول ، الفيلم الوثائقي الشهير تايلور هاكفورد للاحتفال بعيد ميلاد تشاك بيري الستين، مع لقطات لحفلتين من عام 1986.[61]
- 29 ديسمبر - العرض التلفزيوني البريطاني الأول لمسلسل White Mischief على BBC2.[62]
- 31 ديسمبر -
  - تشمل أبرز الأحداث في ليلة رأس السنة في قناة BBC1 العرض التلفزيوني الأول لفيلم Back to School وبرنامج مراجعة نهاية العام كلايف جيمس في عام 1991.[63]
  - بدأ فيلم الإثارة الأسترالي Mad Max عام 1979 ظهوره التلفزيوني البريطاني لأول مرة على BBC2.[64]

## لأول مرة

### بي بي سي الأولى
- 2 يناير - بوتسورث وشركاه (1990)
- 3 يناير -
  - إمبراطورية بريتاس (1991-1994 ، 1996-1997)
  - شاحنة بطة دوبي (1991)
  - جوردون جوفر (1991)
- 7 كانون الثاني (يناير) - إيست ميدلاندز اليوم (1991 حتى الآن)
- 8 يناير -
  - منفق (1991-1993)
  - بيتسا (1991-1996) [65] [66]
- 9 يناير - خمسة أطفال وهي (1991)
- 10 يناير - قصص بيلي ويب المذهلة (1991)
- 12 يناير - Joking Apart (1991، 1993)
- 25 يناير - أولاد من بوش (1991-1992)
- 20 فبراير - دودجيم (1991)
- 21 فبراير - دكتور في القمة (1991)
- 25 فبراير - راديو رو (1991-1993)
- 30 مارس - Fast Friends (1991)
- 2 أبريل - كينزي (1991-1992)
- 12 أبريل - نهاية شارب (1991)
- 30 أبريل - استراحة كبيرة (1991-2002)
- 3 مايو - الفتاة من الغد (1990)
- 14 مايو - كل الأشياء الجيدة (1991)
- 27 مايو - حكايات خالدة من هولمارك (1990-1991)
- 13 يوليو - Gravedale High (1990)
- 19 يوليو - جريمة قتل في عدن (1991)
- 20 يوليو - Roy's Raiders (1991)
- 31 أغسطس - بيت إليوت (1991-1994)
- 1 سبتمبر - مدرب (1991-1992)
- 3 سبتمبر - 2point4 الأطفال (1991-1999)
- 25 سبتمبر - عروض خاصة (1991)
- 26 سبتمبر -
  - استعد بنفسك (1991-2003)
  - العنكبوت! (1991)
  - بروم (1991-1994 ، 2001-2002)
- 4 أكتوبر - The Legend of Prince Valiant (1991-1993)
- 14 أكتوبر - سي تريك (1991)
- 17 أكتوبر - إذا كنت تعتقد أن لديك مشاكل (1991)
- 25 أكتوبر -
  - سوبربودز (1991-1993)
  - خذ اثنين (1991-1996)
- 27 أكتوبر - مدينة الجوت (1991)
- 11 نوفمبر -
  - واط على الأرض (1991-1992)
  - لايف سينس (1991)
- 14 نوفمبر -
  - موسم الظلام (1991)
  - حياة الممثل بالنسبة لي (1991)
- 17 نوفمبر -
  - أشندن (1991)
  - ميرلين الكهف البلوري (1991)
- 23 نوفمبر - حزب نويل هاوس (1991-1999)
- 29 ديسمبر- Auntie's Bloomers (1991-2001)
- 31 ديسمبر - Hogmanay Live (1991 حتى الآن)

### بي بي سي الثانية
- 9 يناير - بارنيل والمرأة الإنجليزية (1991)
- 14 يناير - الأمير الجديد لبيل إير (1990-1996)
- 8 فبراير - لعازر و Dingwall
- 3 أبريل - من أجل الصالح العام (1991)
- 10 أبريل - نائمون (1991)
- 4 مايو - عائلة وولفيس (1991)
- 8 مايو - المواليد (1991-1993)
- 10 مايو - The Real McCoy (1991-1996)
- 30 يوليو - جونسون والأصدقاء (1990-1995)
- 16 سبتمبر - الغرفة الدائمة فقط (1991-1994)
- 17 سبتمبر - القاع (1991-1995)
- 25 سبتمبر - غرفة الرجال (1991)
- 4 أكتوبر - القوة والمجد (1991)
- 5 أكتوبر - الأداء (1991-1998)
- 6 أكتوبر - الصبي من أندروميدا (1991)
- 13 أكتوبر - الدم والعسل (1991)
- 30 أكتوبر - أطفال الشمال (1991)
- 14 تشرين الثاني (نوفمبر) - القتل الأكثر روعة (1991-1999)
- 23 تشرين الثاني (نوفمبر) - صور متحركة (1991-1996)
- 27 نوفمبر - كلاريسا (1991)

### آي تي في
- 7 يناير - طوقان تكس (1991-1992)
- 8 يناير - Rod 'n' Emu (1991)
- 13 فبراير - Shrinks (1991)
- 19 فبراير - Fiddlers Three (1991)
- 24 فبراير - مشكلة في العقل (1991)
- 12 مارس - جامبل (1991-1992)
- 16 مارس - وينجين بوم (1991)
- 22 آذار (مارس) - أفلام وألعاب وفيديو (1991-2001)
- 26 مارس - الأخوة الماس (1991)
- 2 أبريل - المدافعون (1991-1992)
- 7 أبريل -
  - دارلينج براعم مايو (1991-1993)
  - المشتبه به الرئيسي (1991-2006)
- 12 أبريل - Finders Keepers (1991-1996 ، 2006)
- 3 مايو - الأفكار الثانية (1991-1994)
- 17 مايو - بطل مثالي (1991)
- 28 مايو - الثلاثاء الخاص (1991-1997)
- 3 يونيو -
  - نأمل أن تمطر (1991-1992)
  - في الظروف المشبوهة (1991-1996)
- 10 يونيو - جندي جندي (1991-1997)
- 11 يونيو - بيع هتلر (1991)
- 5 يوليو - الشاي الغني والتعاطف (1991)
- 7 يوليو - الوهم (1991)
- 15 يوليو - بلازا باترول (1991)
- 19 يوليو - كبير جدًا قريبًا (1991)
- 21 يوليو - توقعات عظيمة (1991)
- 1 أغسطس - مغامرات على كيثيرا (1991-1992)
- 4 أغسطس - Grotbags (1991-1993)
- سبتمبر -
  - تلفزيون الفوضى (1991)
  - فندر بندر 500 (1990)
  - ذيول الوحش (1990)
  - مغامرات بيل وتيد الممتازة (1990-1991)
- 2 سبتمبر - Tiny Toon Adventures (1990-1992)
- 6 سبتمبر -
  - فيكتور وهوجو (1991-1992)
  - احصل على محشوة (1991-1994)
- 11 سبتمبر - تاتشر: الأيام الأخيرة (1991)
- 16 أكتوبر - تايم رايدرز (1991)
- 17 أكتوبر - النقيب زيد ومنطقة زي (1991-1992)
- تشرين الثاني (نوفمبر) - عالم الرسوم المتحركة (1991-1992)
- 28 نوفمبر - ستانلي والنساء (1991)
- 29 نوفمبر - ذهب إلى الكلاب (1991)
- 30 نوفمبر - بيتلجويس (1989-1991)
- 1 ديسمبر - TaleSpin (1990-1991)
- 4 ديسمبر - الجندي الكستنائي (1991)
- 8 ديسمبر - ريد فوكس (1991)
- 15 ديسمبر - الأبطال الثاني: العودة (1991)
- 20 ديسمبر - To Be the Best (1991)
- 21 ديسمبر - باريمور (1991-2000)
- 25 ديسمبر - حفل زفاف الدب البني (1991)
- مجهول -
  - كابتن بلانيت والكواكب (1990-1996)
  - ساموراي بيتزا كاتس (1991)
  - القطعة (1990-1992)

### بي بي سي اسكتلندا
- 7 أكتوبر - { Restless Nation (1991-1996)

### القناة 4
- 21 فبراير - بيت الأوركيد (1991)
- 1 مايو - جوزي (1991)
- 4 مايو - شاركي وجورج (1990-1991)
- 21 مايو - نزوة صحة المراهقين (1991-1993)
- 6 يونيو - GBH (1991)
- 30 يونيو - فخر العائلة (1991-1992)
- 6 يوليو - ألفريد ج. كواك (1989-1990)
- 2 أغسطس - حزمة من ثلاثة (1991-1992)
- 25 سبتمبر - بول ميرتون: السلسلة (1991-1993)
- 14 تشرين الثاني (نوفمبر) - التاريخ السري (1991-2004 ، 2013 حتى الآن)
- 3 ديسمبر - ألبوم العائلة المقدسة (1991)
- 24 ديسمبر - عيد الأب (1991)
- غير معروف - Kid 'n Play (1990)

### سكاي وان
- 12 كانون الثاني (يناير) - { Parker Lewis Can't Lose (1990-1993)
- 6 فبراير - أي شيء مقابل المال (1991-1992)
- 2 أكتوبر - شيء ما هناك (1988)

## القنوات

### قنوات جديدة
| تاريخ    | قناة           |
| -------- | -------------- |
| 3 نوفمبر | قناة الكوميديا |

### القنوات البائدة
| تاريخ   | قناة        |
| ------- | ----------- |
| 8 أبريل | محطة الطاقة |

### القنوات المعاد تسميتها
| تاريخ    | اسم قديم        | اسم جديد    |
| -------- | --------------- | ----------- |
| 20 أبريل | القناة الرياضية | سكاي سبورتس |

## برامج تلفزيونية

### تغييرات الانتماء إلى الشبكة
| عروض              | انتقل من | انتقل الى    |
| ----------------- | -------- | ------------ |
| مدن الذهب الغامضة | BBC1     | قناة الأطفال |
| القطعة            | ITV      | قناة الأطفال |
| الخامس            | ITV      | سكاي وان     |
| روبن شيروود       | ITV      | سكاي وان     |
| طيور الرعد        | ITV      | BBC2         |
| ماكجيفر           | BBC1     | ITV          |
| قلعة يوريكا       | المجرة   | القناة 4     |

### العودة ذاك العام بعد انقطاع لمدة عام أو أكثر
- 16 يناير - فان دير فالك (1972-1973، 1977، 1991-1992 ، 2020)
- 10 أبريل - The Two Ronnies for a 20th Anniversary Special (1971-1987، 1991 ، 1996، 2005)
- 16 سبتمبر - بوستمان بات (1981، 1991-1994 ، 1996، 2004-2008)
- 14 ديسمبر - حتى بومبي! (1969-1975، 1991-1992)

## البرامج التلفزيونية المستمرة

### عشرينيات القرن الماضي
- بي بي سي ويمبلدون (1927-1939، 1946-2019، 2021 حتى الآن)

### الثلاثينيات
- سباق القوارب (1938-1939، 1946-2019)
- بي بي سي للكريكيت (1939، 1946-1999، 2020-2024)

### الأربعينيات
- تعال للرقص (1949-1998)

### الخمسينيات
- بانوراما (1953 حتى الآن)
- هذا الأسبوع (1956-1978، 1986-1992)
- ماذا تقول الأوراق (1956-2008)
- السماء في الليل (1957 إلى الوقت الحاضر)
- بلو بيتر (1958 إلى الوقت الحاضر)
- المدرج (1958-2007)

### الستينيات
- شارع التتويج (1960 إلى الوقت الحاضر)
- أغاني التسبيح (1961 - حتى الآن)
- العالم في العمل (1963-1998)
- توب أوف ذا بوبس (1964-2006)
- مباراة اليوم (1964 حتى الآن)
- السيد والسيدة (1964-1999)
- جاكانوري (1965-1996، 2006)
- سبورتس نايت (1965-1997)
- اتصل بي بلاف (1965-2005)
- برنامج المال (1966-2010)
- المباراة الكبيرة (1968-2002)

### السبعينيات
- قوس قزح (1972-1992، 1994-1997)
- إميرديل (1972 حتى الآن)
- نيوزراوند (1972 حتى الآن)
- آخر نبيذ الصيف (1973-2010)
- هكذا الحياة! (1973-1994)
- أتمنى لو كنت هنا...؟ (1974-2003)
- أرينا (1975 إلى الوقت الحاضر)
- جيم سوف يصلحه (1975-1994)
- رجل واحد وكلبه (1976 إلى الوقت الحاضر)
- جرانج هيل (1978-2008)
- عرض بول دانيلز السحري (1979-1994)
- عرض التحف (1979 إلى الوقت الحاضر)
- وقت السؤال (1979 إلى الوقت الحاضر)

### 1980s
- الأطفال المحتاجون (1980 إلى الوقت الحاضر)
- "Allo" Allo! (1982-1992)
- ووغان (1981-1992)
- بروكسايد (1982-2003)
- العد التنازلي (1982 إلى الوقت الحاضر)
- Timewatch (1982 إلى الوقت الحاضر)
- حق الرد (1982-2001)
- Good Morning Britain (1983-1992، 2014 حتى الآن)
- الثلاثاء الأول (1983-1993)
- الطريق السريع (1983-1993)
- الافلام (1983-1993، 1994-1995، 1997، 2000-01، 2012)
- Thomas the Tank Engine & Friends (1984 إلى الوقت الحاضر)
- وايد ويك كلوب (1984-1992)
- صورة البصق (1984-1996)
- مشروع القانون (1984-2010)
- سباق القناة الرابعة (1984-2016)
- عطلة بوسمان (1985-1993)
- إيست إندرس (1985 إلى الوقت الحاضر)
- تقرير كوك (1985-1998)
- Crosswits (1985-1998)
- الشاشة الثانية (1985-1998)
- مدمنو Telly (1985-1998)
- الإغاثة المصورة (1985 إلى الوقت الحاضر)
- بون (1986-1992، 1995)
- ScreenPlay (1986-1993)
- كل ثانية مهمة (1986-1993)
- لوفجوي (1986-1994)
- Beadle's About (1986-1996)
- عرض الرسم البياني (1986-1998، 2008-2009)
- ضحية (1986 إلى الوقت الحاضر)
- الكل متماسك (1987-1992)
- بدء البث المباشر! (1987-1993)
- مشاهدة (1987-1993)
- الزمان والمكان (1987-1996)
- كلورتس (1987-1995)
- الذهاب للذهب (1987-1996، 2008-2009)
- رسائل متسلسلة (1987-1997)
- ChuckleVision (1987-2009)
- بلاي بوكس (1987-1992)
- بعد هنري (1988-1992)
- بارك أفينيو (1988-1992)
- الكونت دوكولا (1988-1993)
- أنت رانج يا سيد؟ (1988-1993)
- تتحدى! (1988-1997)
- أيام اللعب (1988-1997)
- حرق لندن (1988-2002)
- على السجل (1988-2002)
- خمسة عشر إلى واحد (1988-2003، 2013 حتى الآن)
- هذا الصباح (1988 إلى الوقت الحاضر)
- بيت المرح (1989-1999)
- القناة الرابعة اليومية (1989-1992)
- إطلاقا (1989-1993)
- KYTV (1989-1993)
- Press Gang (1989-1993)
- الطيور على أشكالها (1989-1998، 2014 إلى الوقت الحاضر)
- قليلا من فراي ولوري (1989-1995)
- ديزموند (1989-1994)
- مايك وأنجلو (1989-2000)
- بودجر وبادجر (1989-1999)

### التسعينيات
- 8:15 من مانشستر (1990-1991)
- تجربة ماري وايتهاوس (1990-1992)
- لا وظيفة لسيدة (1990-1992)
- ملفات Piglet (1990-1992)
- العائلات (1990-1993)
- سباتز (1990-1992)
- مسألة 64000 دولار (1990-1993)
- جيفيز ووستر (1990-1993)
- في انتظار الله (1990-1994)
- السيد بين (1990-1995)
- المتاهة الكريستالية (1990-1995، 2016 حتى الآن)
- دريمستون (1990-1995)
- مواكبة المظاهر (1990-1995)
- الانقلاب (1990-1996)
- اليد العليا (1990-1996)
- أسقط الحمار الميت (1990-1998)
- لعبة الجيل (1971-1982، 1990-2002)
- كيف 2 (1990-2006)
- النجوم في عيونهم (1990-2006)
- روزي وجيم (1990-2000)

## إنتهت في عام 1991
- 11 فبراير - عن الوجه (1989-1991)
- 5 مارس - رود وجين وفريدي (1981-1991)
- 17 مارس - حكايات غريم (1989-1991)
- 28 مارس - جوردون ذا جوفر (1991)
- 7 أبريل - ضربات الفرشاة (1986-1991)
- 20 أبريل - وينجين بوم (1991)
- 20 مايو - ThunderCats (1987-1991)
- 31 مايو -
  - الأعمال الصعبة (1989-1991)
  - ألفونسو بونزو (1990-1991)
- 4 يونيو - Chancer (1990-1991)
- 21 يونيو - بطل مثالي (1991)
- 15 يوليو - عرض الاستحواذ (1990-1991)
- 22 يوليو - الجميع متساوون (1989-1991)
- 28 يوليو - الوهم (1991)
- 28 أغسطس - يمكنني فعل ذلك (1988-1991)
- 29 أغسطس - المسرحية في واحد (1988-1991)
- 3 سبتمبر - في اتجاه عقارب الساعة (1989-1991)
- 14 سبتمبر - الساعة 8:15 من مانشستر (1990-1991)
- 8 أكتوبر - الحقول الفرنسية (1989-1991)
- 9 أكتوبر - نيفر ذا توين (1981-1991)
- 23 أكتوبر - غرفة الرجال (1991)
- 31 أكتوبر - 4 سكوير (1988-1991)
- 3 تشرين الثاني (نوفمبر) - الخبز (1986-1991)
- 12 نوفمبر - صنع (1989-1991)
- 20 نوفمبر - أطفال الشمال (1991)
- 11 ديسمبر - كلاريسا (1991)
- 19 ديسمبر - ستانلي والنساء (1991)
- 26 ديسمبر - برجراك (1981-1991)
- 27 ديسمبر - ليكون الأفضل (1991)

## المواليد
- 2 يناير - داني ميلر، ممثل (Emmerdale)
- 21 يناير - الممثل الويلزي كريج روبرتس (قصة تريسي بيكر)
- 14 فبراير - تشارلي جي هوكينز، ممثل
- 17 فبراير - بوني رايت، ممثلة
- 28 فبراير - سارة بولجر، ممثلة
- 27 أبريل - ريبيكا رايان، ممثلة
- 5 سبتمبر - سكاندر كينز، ممثل
- 26 سبتمبر - شارلوت سبنسر، ممثلة
- 14 أكتوبر - شونا ماكغارتي، ممثلة

## حالات الوفاة
| تاريخ     | اسم                 | عمر | مصداقية سينمائية                  |
| --------- | ------------------- | --- | --------------------------------- |
| 24 مارس   | مودى ادواردز        | 84  | الممثلة والمغنية                  |
| 27 مارس   | رالف بيتس           | 51  | ممثل (عزيزي جون)                  |
| 4 مايو    | بيرني وينترز        | 58  | ممثل هزلي                         |
| 18 مايو   | بيتي ألبيرج         | 69  | الممثلة (شارع التتويج ، بروكسايد) |
| 14 يونيو  | السيدة بيجي أشكروفت | 83  | ممثلة                             |
| 14 يونيو  | برنارد مايلز        | 83  | شخصية الممثل والكاتب والمخرج      |
| 6 أغسطس   | آرثر بينتلو         | 67  | ممثل (Emmerdale)                  |
| 19 ديسمبر | بول ماكسويل         | 70  | ممثل كندي (شارع التتويج)          |